# Rio Grindieş
O Rio Grindieş é um rio da Romênia, afluente do Bârzava, localizado no distrito de Caraş-Severin.